# Antigua-et-Barbuda aux Jeux du Commonwealth de 2022
Antigua-et-Barbuda doit participer[Passage à actualiser] aux Jeux du Commonwealth de 2022 qui se tiendront[Passage à actualiser] à Birmingham, en Angleterre. Ce sera[Passage à actualiser] la onzième participation d'Antigua-et-Barbuda aux Jeux du Commonwealth.
L'équipe d'Antigua-et-Barbuda était composée de treize athlètes (dix hommes et trois femmes) en compétition dans quatre sports.

## Athlètes
Voici la liste du nombre de concurrents participant aux Jeux par sport/discipline.
| Sport             | Hommes | Femmes | Total |
| ----------------- | ------ | ------ | ----- |
| Athlétisme        | 5      | 1      | 6     |
| Boxe              | 1      | 1      | 2     |
| Cyclisme          | 2      | NC     | 2     |
| Sports aquatiques | 3      | 2      | 5     |
| Total             | 11     | 3      | 14    |

## Athlétisme
| Athlète         | Épreuve                  | 1er tour | 1er tour | Demi-finale | Demi-finale | Finale | Finale |
| Athlète         | Épreuve                  | Temps    | Rang     | Temps       | Rang        | Temps  | Rang   |
| --------------- | ------------------------ | -------- | -------- | ----------- | ----------- | ------ | ------ |
| Cejhae Greene   | 100 m masculin           |          |          |             |             |        |        |
| Cejhae Greene   | 200 m masculin           |          |          |             |             |        |        |
| Jared Jarvis    | 100 m masculin           |          |          |             |             |        |        |
| Jared Jarvis    | 200 m masculin           |          |          |             |             |        |        |
| Darion Skerritt | 100 m masculin           |          |          |             |             |        |        |
| Darion Skerritt | 200 m masculin           |          |          |             |             |        |        |
| Joella Lloyd    | 100 m féminin            |          |          |             |             |        |        |
| Joella Lloyd    | 200 m féminin            |          |          |             |             |        |        |
| Joella Lloyd    | 400 m féminin            |          |          |             |             |        |        |
| Kalique St Jean | 1 500 m masculin         |          |          |             |             |        |        |
| Kalique St Jean | 3 000 m steeple masculin |          |          |             |             |        |        |
| Kalique St Jean | 800 m masculin           |          |          |             |             |        |        |

| Athlète       | Épreuve                   | Qualification | Qualification | Finale      | Finale |
| Athlète       | Épreuve                   | Performance   | Rang          | Performance | Rang   |
| ------------- | ------------------------- | ------------- | ------------- | ----------- | ------ |
| Taeco O'Garro | Saut en longueur masculin |               |               |             |        |
| Taeco O'Garro | Triple saut masculin      |               |               |             |        |

## Boxe
| Athlète     | Épreuve                     | 16e de finale       | 8e de finale        | Quarts de finale    | Demi-finale         | Finale              | Finale |
| Athlète     | Épreuve                     | Adversaire Résultat | Adversaire Résultat | Adversaire Résultat | Adversaire Résultat | Adversaire Résultat | Rang   |
| ----------- | --------------------------- | ------------------- | ------------------- | ------------------- | ------------------- | ------------------- | ------ |
| Alston Ryan | Poids welters légers hommes |                     |                     |                     |                     |                     |        |
| Kagra Ryan  | Poids moyens femmes         | NC                  |                     |                     |                     |                     |        |

## Cyclisme
Deux cyclistes sur route masculins ont été sélectionnés dans l'équipe,.

### Cyclisme sur route
| Athlète           | Épreuve                   | Temps | Rang |
| ----------------- | ------------------------- | ----- | ---- |
| Conor Delanbanque | Course en ligne masculine |       |      |
| Conor Delanbanque | Contre-la-montre masculin |       |      |
| Jyme Bridges      | Course en ligne masculine |       |      |

### Cyclisme sur piste
| Athlète           | Épreuve                     | 1er tour | 1er tour | Finale | Finale |
| Athlète           | Épreuve                     | Temps    | Rang     | Temps  | Rang   |
| ----------------- | --------------------------- | -------- | -------- | ------ | ------ |
| Conor Delanbanque | Course aux points masculine |          |          |        |        |
| Conor Delanbanque | Scratch masculin            |          |          |        |        |
| Jyme Bridges      | Course aux points masculine |          |          |        |        |
| Jyme Bridges      | Scratch masculin            |          |          |        |        |

## Sports aquatiques

### Natation
| Athlète            | Épreuve                   | 1er tour | 1er tour | Demi-finale | Demi-finale | Finale | Finale |
| Athlète            | Épreuve                   | Temps    | Rang     | Temps       | Rang        | Temps  | Rang   |
| ------------------ | ------------------------- | -------- | -------- | ----------- | ----------- | ------ | ------ |
| Ethan Stubbs-Green | 100 m papillon masculin   |          |          |             |             |        |        |
| Ethan Stubbs-Green | 200 m papillon masculin   |          |          | NC          | NC          |        |        |
| Jadon Wuilliez     | 100 m brasse masculin     |          |          |             |             |        |        |
| Jadon Wuilliez     | 50 m brasse masculin      |          |          |             |             |        |        |
| Stefano Mitchell   | 100 m nage libre masculin |          |          |             |             |        |        |
| Stefano Mitchell   | 50 m nage libre masculin  |          |          |             |             |        |        |
| Olivia Fuller      | 100 m nage libre féminin  |          |          |             |             |        |        |
| Olivia Fuller      | 50 m nage libre féminin   |          |          |             |             |        |        |
| Bianca Mitchell    | 200 m nage libre féminin  |          |          |             |             |        |        |
| Bianca Mitchell    | 50 m papillon féminin     |          |          |             |             |        |        |